# Badminton-Juniorenweltmeisterschaft 2006
Die Badminton-Juniorenweltmeisterschaft 2006 fand vom 2. bis zum 11. November in Incheon in Südkorea statt.

## Austragungsort
- Incheon Samsan World Gymnasium

### Medaillengewinner
| Disziplin    | Gold                        | Silber                    | Bronze                                 |
| ------------ | --------------------------- | ------------------------- | -------------------------------------- |
| Herreneinzel | Hong Ji-hoon                | Tommy Sugiarto            | Lu Qicheng                             |
| Herreneinzel | Hong Ji-hoon                | Tommy Sugiarto            | Zhou Wenlong                           |
| Dameneinzel  | Wang Yihan                  | Saina Nehwal              | Kim Moon-hi                            |
| Dameneinzel  | Wang Yihan                  | Saina Nehwal              | Bae Yeon-ju                            |
| Herrendoppel | Lee Yong-dae Cho Gun-woo    | Liu Xiaolong Li Tian      | Lim Khim Wah Mak Hee Chun              |
| Herrendoppel | Lee Yong-dae Cho Gun-woo    | Liu Xiaolong Li Tian      | Kim Gi-jung Lee Jung-hwan              |
| Damendoppel  | Ma Jin Wang Xiaoli          | Hong Soo-jung Sun In-jang | Pia Zebadiah Nitya Krishinda Maheswari |
| Damendoppel  | Ma Jin Wang Xiaoli          | Hong Soo-jung Sun In-jang | Wang Siyun Liao Jingmei                |
| Mixed        | Lee Yong-dae Yoo Hyun-young | Li Tian Ma Jin            | Liu Xiaolong Liao Jingmei              |
| Mixed        | Lee Yong-dae Yoo Hyun-young | Li Tian Ma Jin            | Hu Wenqing Wang Xiaoli                 |
| Mannschaft   | Südkorea                    | Volksrepublik China       | Malaysia                               |

## Medaillenspiegel
| Platz | Land                | Gold | Silber | Bronze | Gesamt |
| ----- | ------------------- | ---- | ------ | ------ | ------ |
| 1     | Südkorea            | 4    | 1      | 3      | 8      |
| 2     | Volksrepublik China | 2    | 3      | 5      | 10     |
| 3     | Indonesien          | 0    | 1      | 1      | 2      |
| 4     | Indien              | 0    | 1      | 0      | 1      |
| 5     | Malaysia            | 0    | 0      | 2      | 2      |